# Van Nuys (California)
Van Nuys es un distrito en la región del Valle de San Fernando y un barrio dentro de la ciudad de Los Ángeles en el estado estadounidense de California. 
En el año 2000 tenía una población de 136 443 habitantes y una densidad poblacional de 7335,1 personas por km². La ciudad se encuentra región del San Fernando Valley, y es un barrio de Los Ángeles.
Limita al norte con North Hills, Los Ángeles y Panorama City (California), al noreste con Sun Valley (California) al este con North Hollywood (California), al sureste con Studio City (California), al sur con Sherman Oaks (California) y 101 Freeway, al suroeste con Encino (California) y Sepulveda Recreation areas and Dam y al oeste con Reseda (California) y I-405 & Van Nuys Airport, Northridge (California)

## Educación

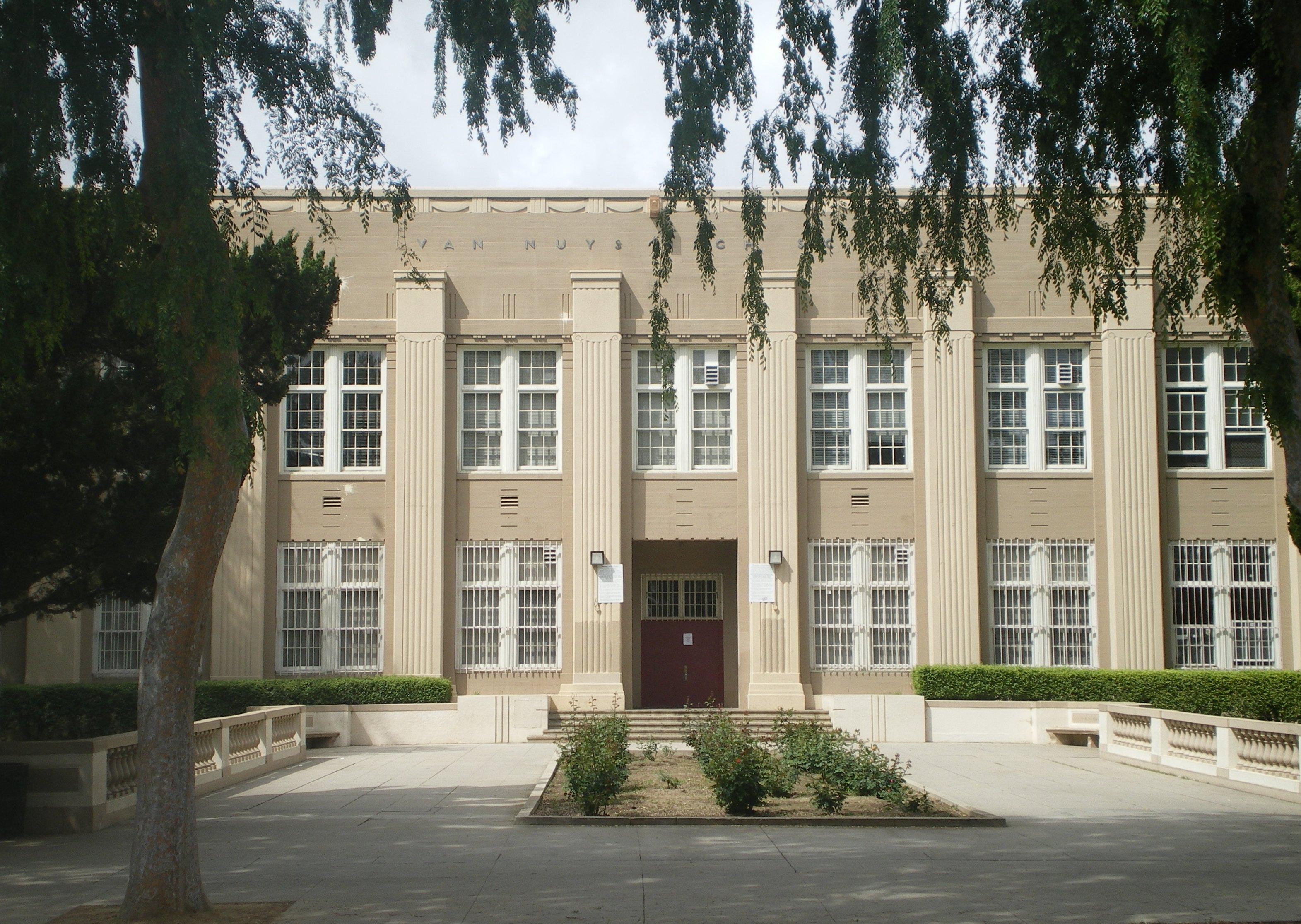
Escuela Preparatoria Van Nuys

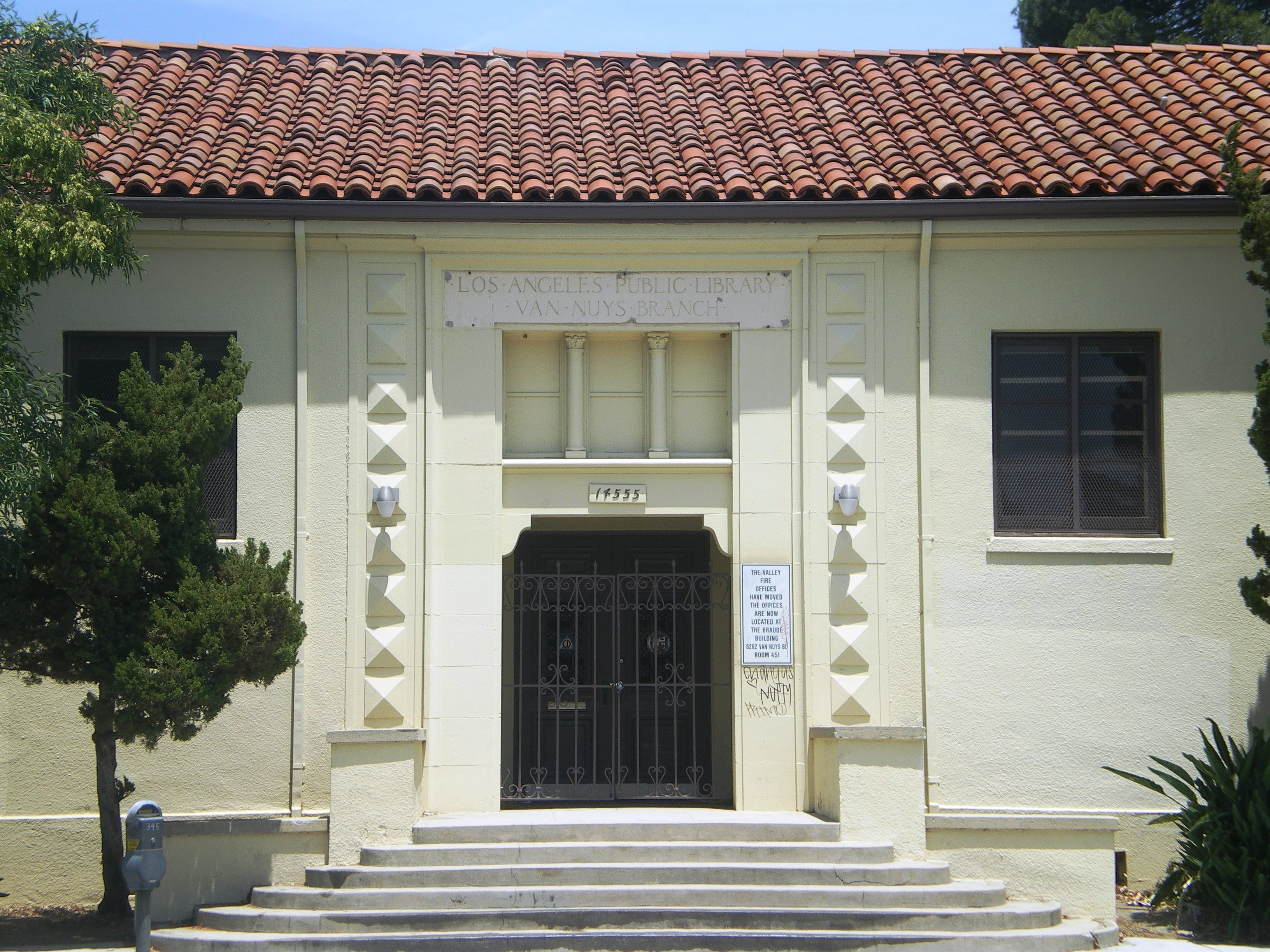
La antigua Biblioteca Sucursal Van Nuys

El Distrito Escolar Unificado de Los Ángeles gestiona las escuelas públicas.
Escuelas públicas en Van Nuys incluyen:
- Escuela Preparatoria Van Nuys
- Escuela Primaria Cohasset Street
- Escuela Primaria Valerio Street
- Escuela Primaria Hazeltine Avenue
- Escuela Primaria Columbus Avenue
- Escuela Primaria Van Nuys
- Escuela Primaria Sylvan Park
- Escuela Media Vista
- Robert Fulton College Preparatory School
- Will Rogers Continuation School

Hasta 1991, la Escuela Media Van Nuys se encontraba dentro la zona de Van Nuys. La ciudad cambió el área en ser parte de Sherman Oaks, pero la escuela media se sigue utilizando el nombre «Van Nuys Middle».
La Escuela Preparatoria Birmingham Charter brinda servicio en partes de la zona Van Nuys.
La Biblioteca Pública de Los Ángeles gestiona la Biblioteca Sucursal Van Nuys en dos edificios.

## Galería de fotos
- Wikimedia Commons alberga una categoría multimedia sobre Van Nuys.

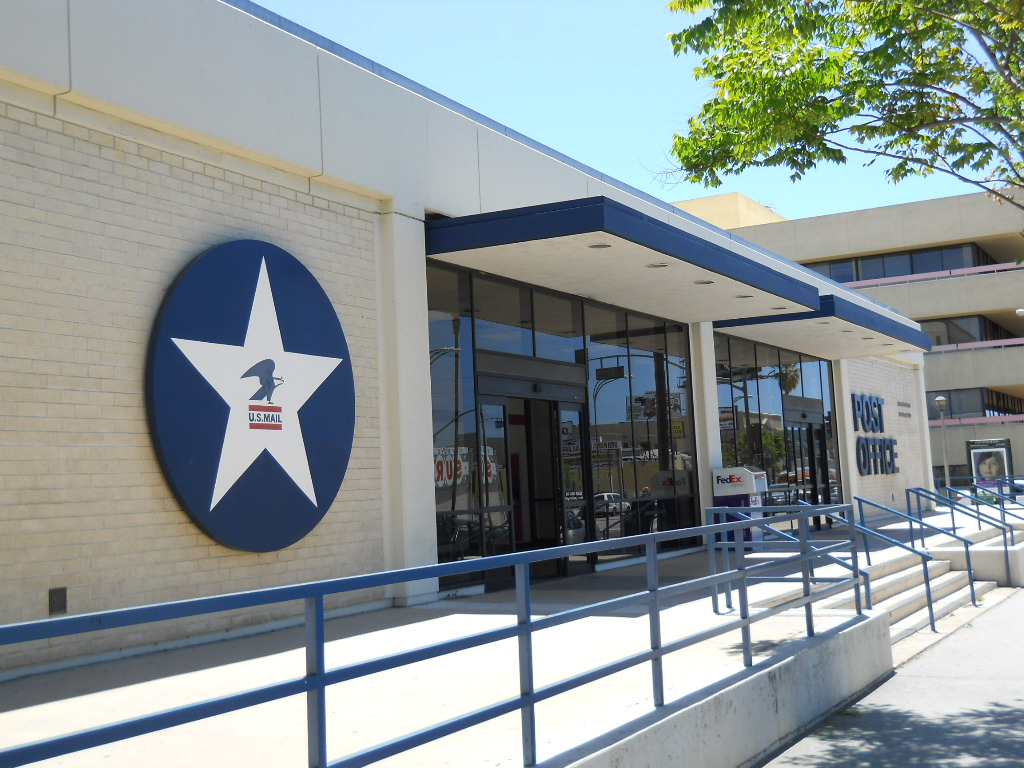
Oficina de Correos de Van Nuys
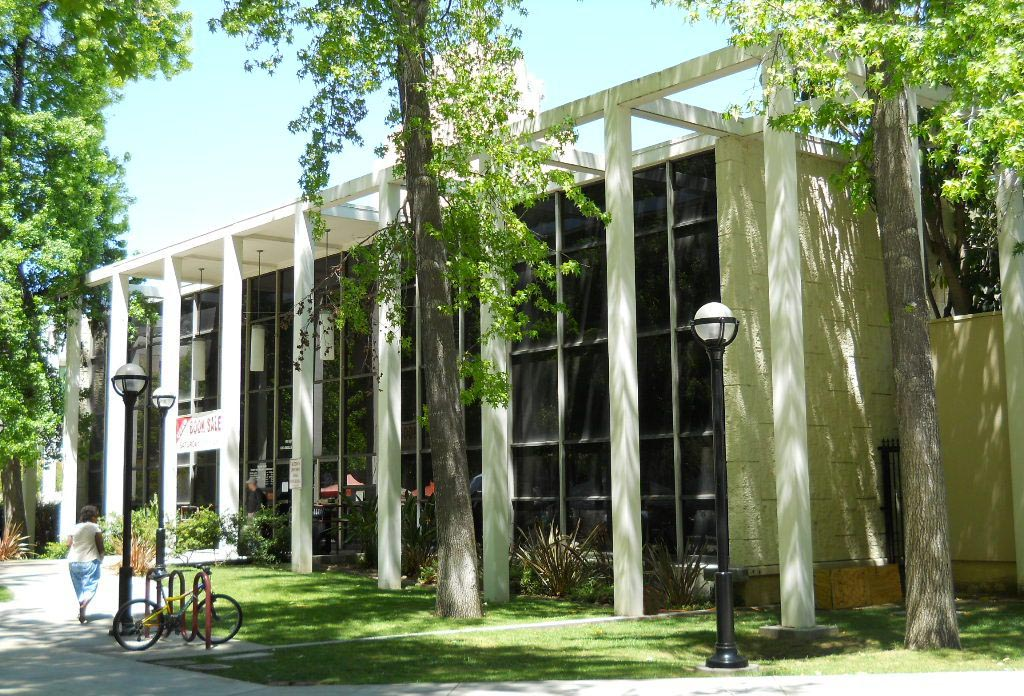
El edificio nuevo de la Biblioteca Sucursal Van Nuys de la Biblioteca Pública de Los Ángeles, Sylmar Ave. Mall
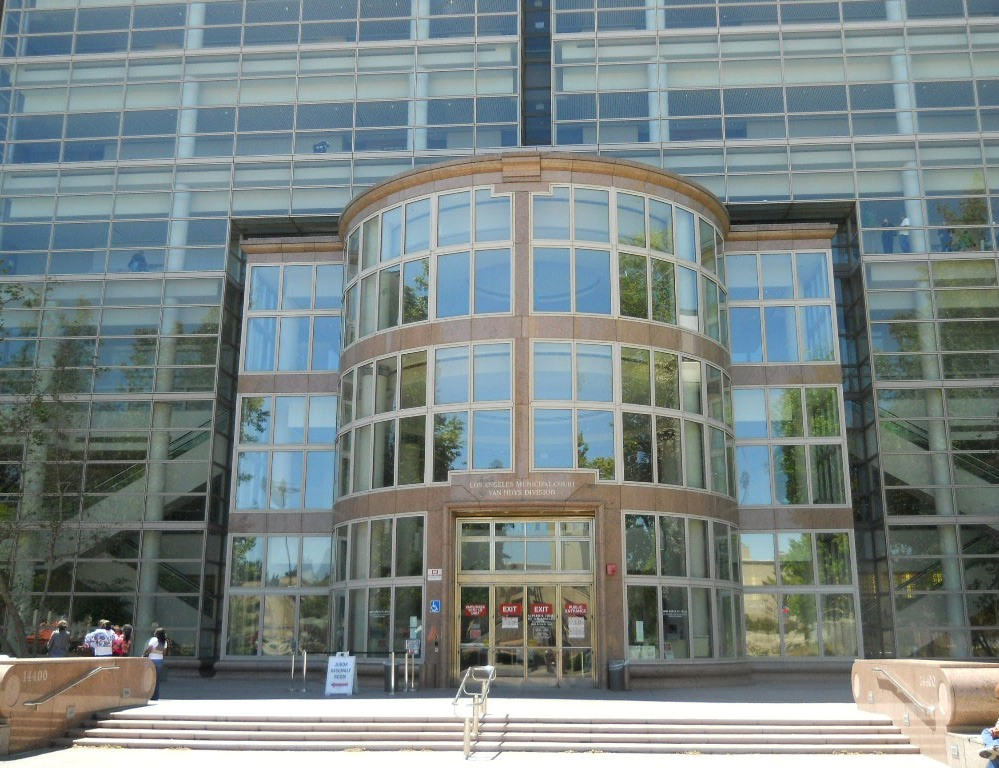
Los Angeles Municipal Court, Van Nuys Division
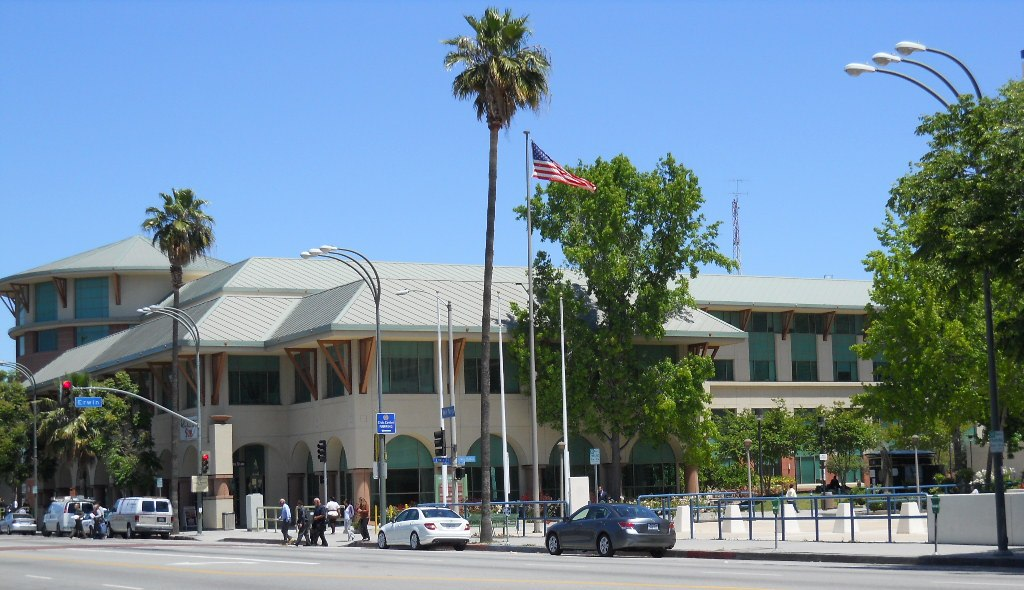
Government Center, Van Nuys Boulevard and Erwin St.
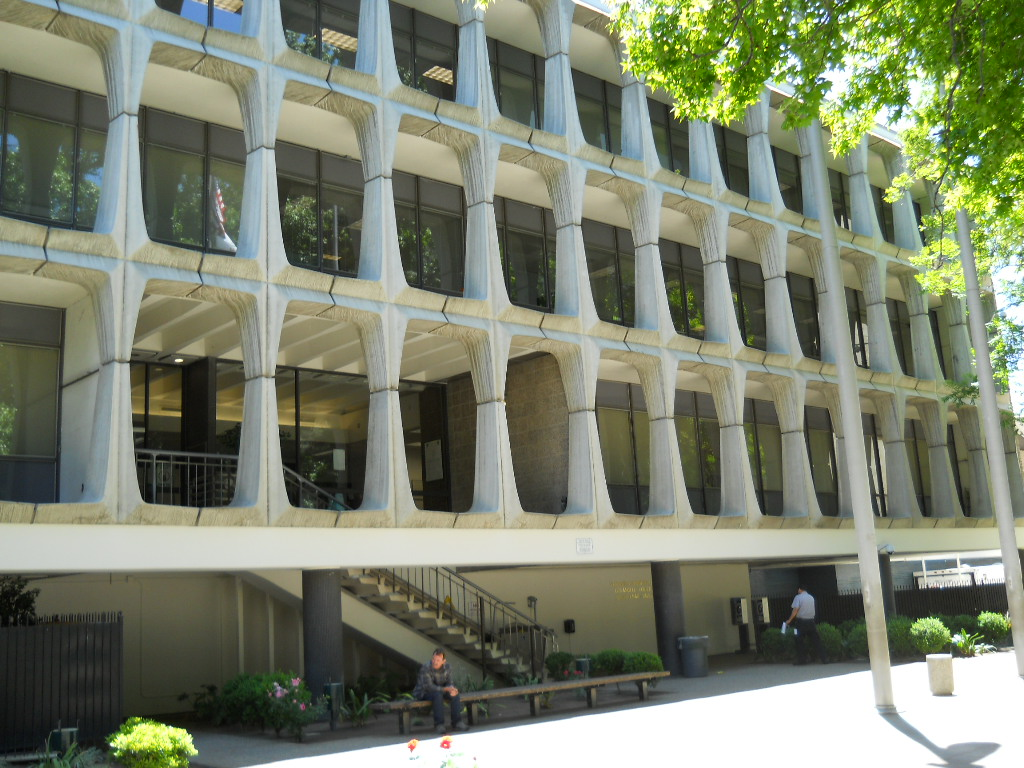
Van Nuys Community Police Station, 6240 Sylmar Ave. Mall
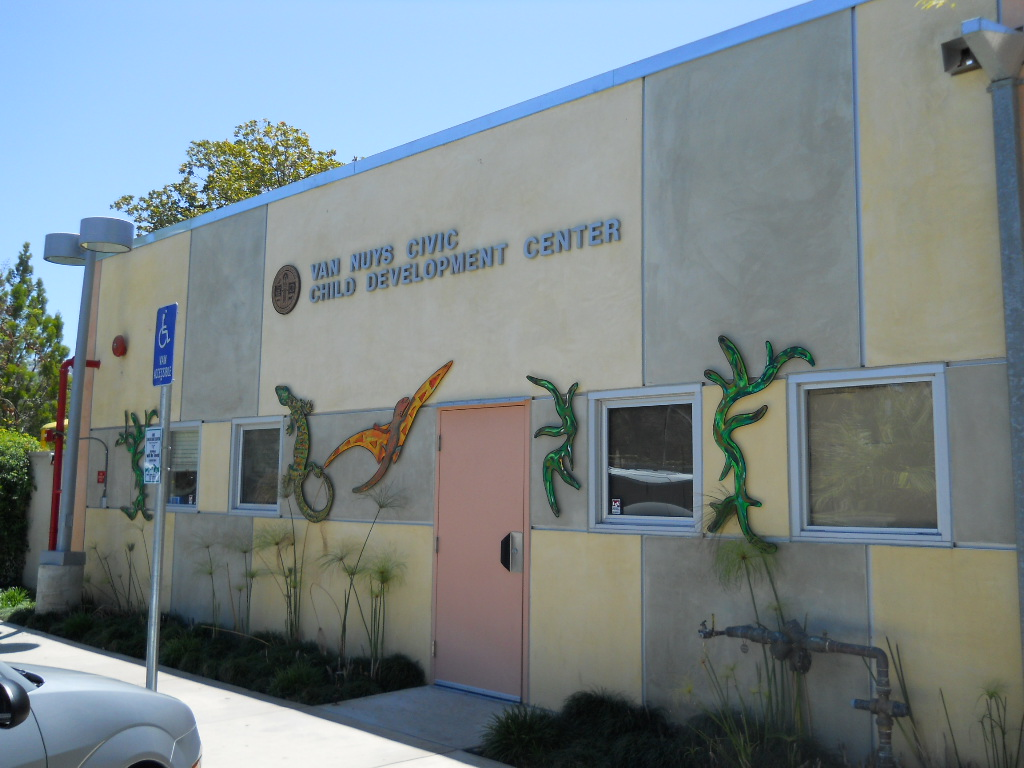
Van Nuys Civic Child Development Center
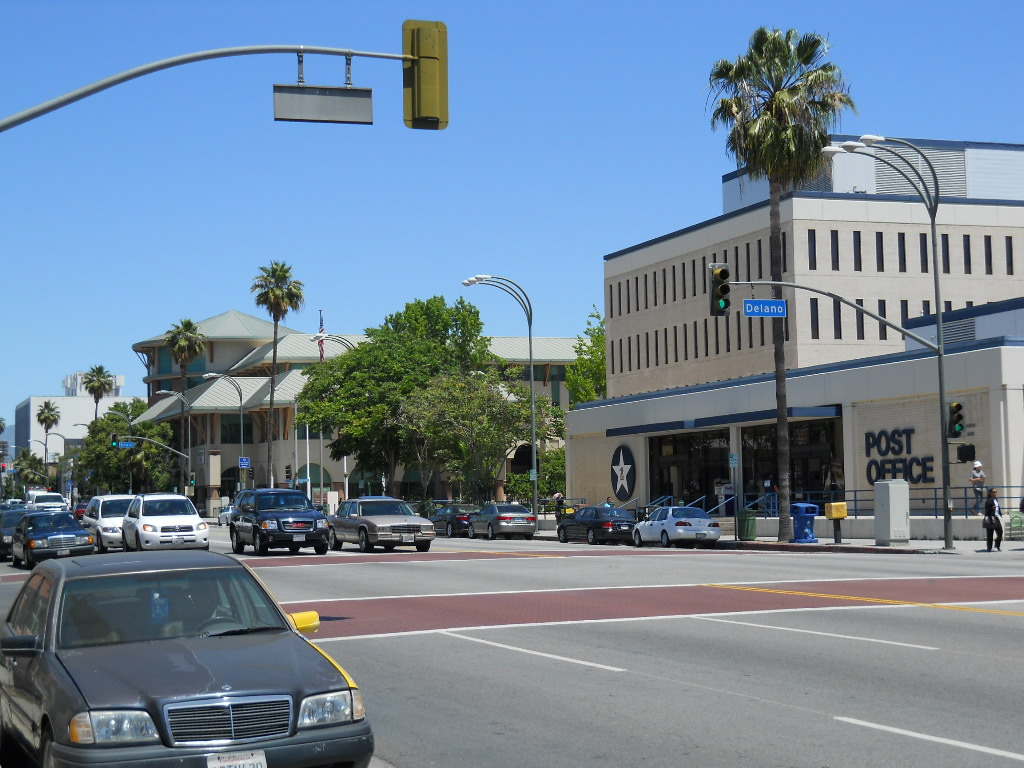
Van Nuys Boulevard and Delano St.
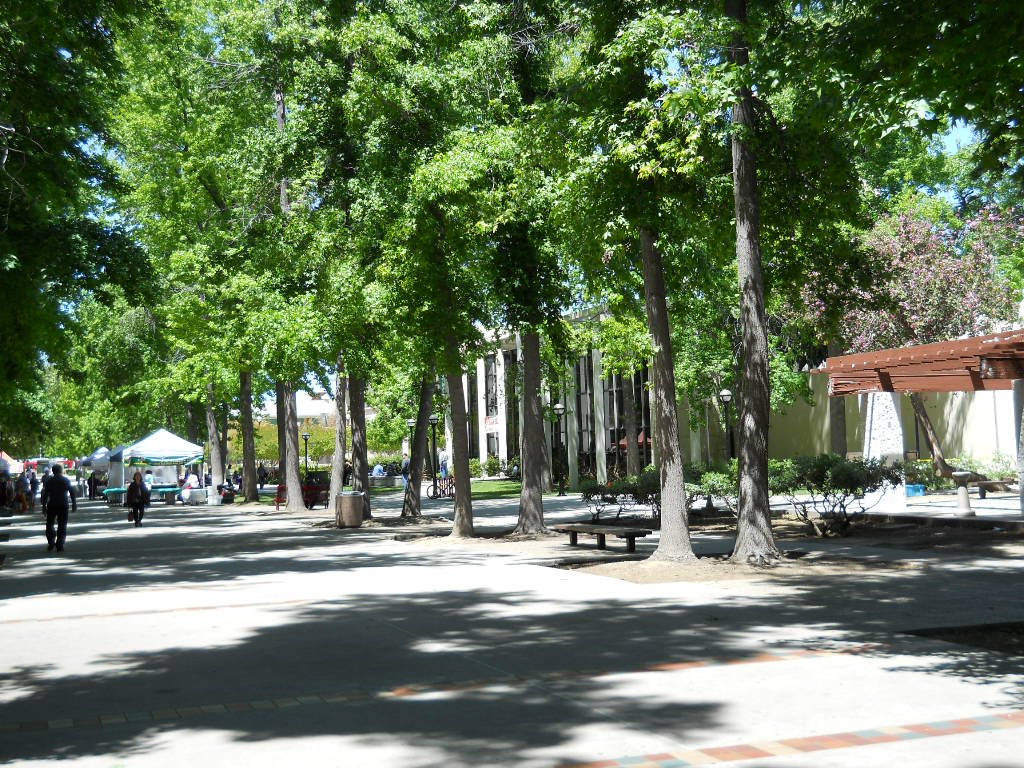
Erwin Street Pedestrian Mall in Government Center
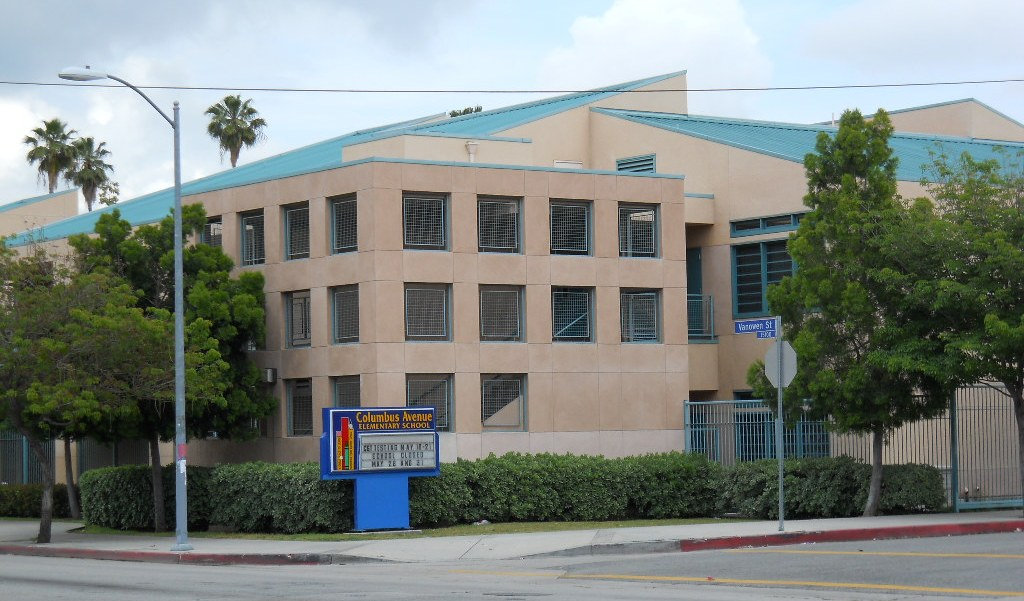
Escuela Primaria Columbus Avenue
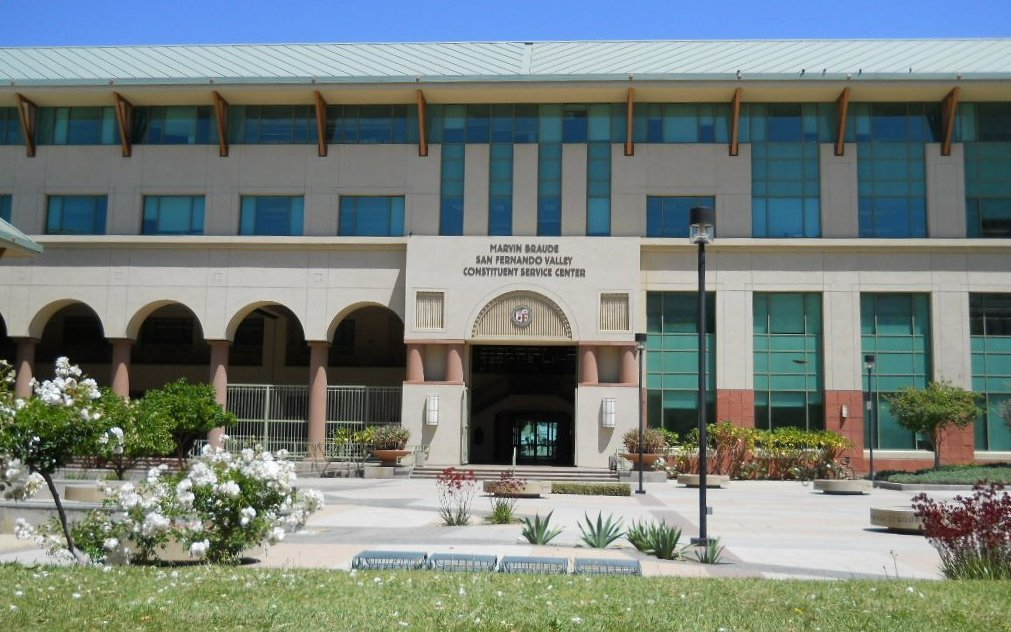
Marvin Braude San Fernando Valley Constituent Service Center
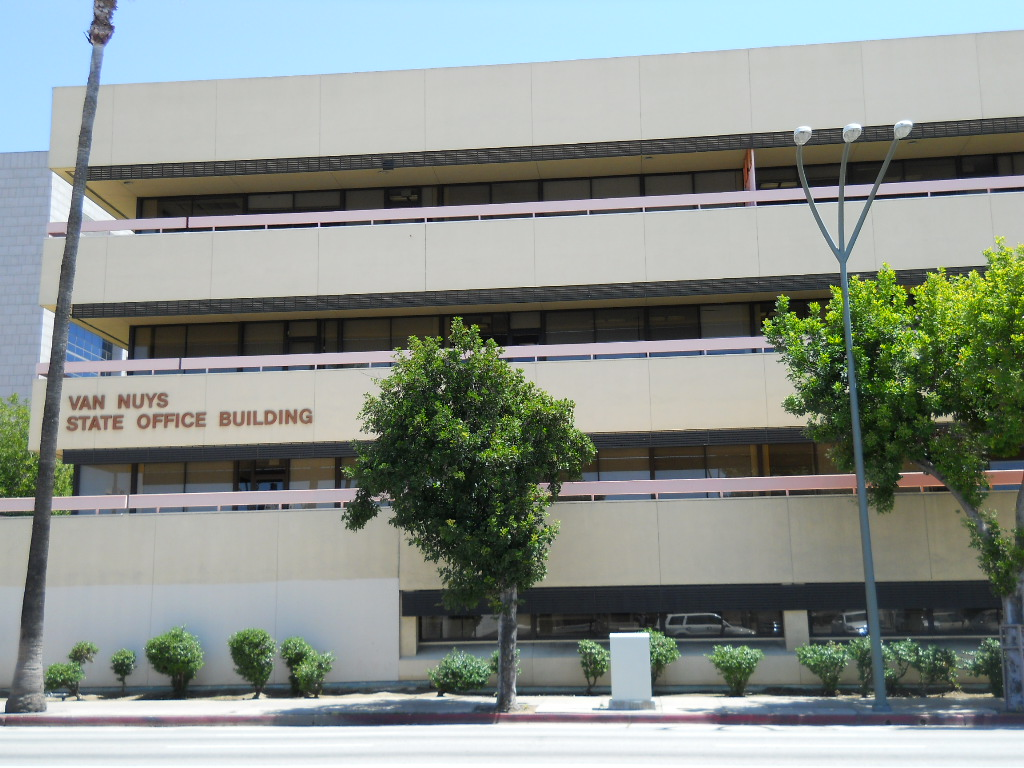
Van Nuys State Office Building
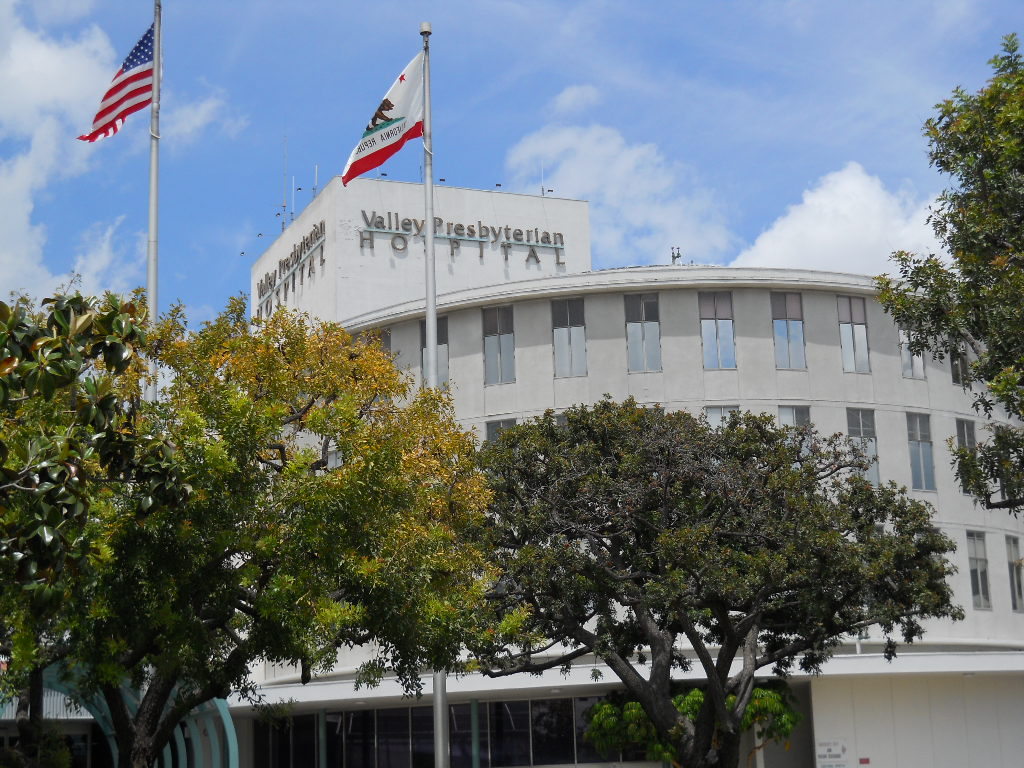
Valley Presbyterian Hospital